# Антонов, Александр Михайлович
Александр Михайлович Антонов (род. 6 апреля 1988) — российский регбист, защитник команды «Стрела».
Мастер спорта по регби и легкой атлетике.
Образование — Казанский Федеральный Университет по специальности гидрогеолог.
С 2011 по 2014 год выступал за регбийный клуб «Стрела-Агро».
С 2014 по 2019 год выступал за регбийный клуб «Энергия».
В 2019 году перешёл в казанскую «Стрелу».

## Достижения
- Чемпион Высшей лиги по регби-15 в 2011 и 2014 году.
- Серебряный призёр Кубка Европейских Чемпионов по регби-7 в 2012 году.
- Бронзовый призёр Высшей лиги по регби-15 в 2019 году.
- Чемпион России по пляжному регби в 2014 году. Признавался лучшим игроком финального матча.